# Diorama (Goiás)
| \| Diorama \|                       |
| Lage der Ortschaft Diorama in Goiás |
| Diorama                             |

| Diorama |

Diorama ist eine brasilianische politische Gemeinde im Bundesstaat Goiás in der Mesoregion Nordwest-Goiás und in der Mikroregion Aragarças. Sie liegt westlich der brasilianischen Hauptstadt Brasília und von Goiânia, der Hauptstadt des Bundesstaates.

## Geographische Lage
Diorama grenzt
- im Norden an die Gemeinde Montes Claros de Goiás
- im Osten an Jaupaci
- im Süden an Iporá
- im Westen an Arenópolis